# Balinskycercella gudu
Balinskycercella gudu är en bäcksländeart som först beskrevs av Boris Ivan Balinsky 1956.  Balinskycercella gudu ingår i släktet Balinskycercella och familjen Notonemouridae. Inga underarter finns listade i Catalogue of Life.